# イベリア (アルベニス)
《イベリア、12の新しい印象（フランス語: <Iberia> 12 nouvelles « Impressions » en quatre cahiers）》は、イサーク・アルベニス最晩年のピアノ曲。1905年から1908年にかけて全12曲が作曲され、3曲1組で4巻に分けて出版された。アルベニスが病身をおして作曲に取り組んだ《イベリア》は、本質的には南スペインのアンダルシアの民俗音楽を喚起するものである。本作はアルベニスの最高傑作に数えられ、クロード・ドビュッシーやオリヴィエ・メシアンからも称賛の的とされた。またモーリス・ラヴェルは一時期この曲集を管弦楽用に編曲することを考えていたが、エンリケ・フェルナンデス・アルボスがその権利を獲得したため断念したとの逸話も伝えられている。
《イベリア》の全曲初演は、アルベニスの高弟でカタルーニャ系フランス人ピアニスト、ブランシュ・セルヴァ（またはブランカ・セルバ）によって実現を見た。第1巻は1906年5月9日にサル・プレイエルにおいて、第2巻は1907年9月11日にサン＝ジャン＝ド＝リュズにおいて、第3巻は1908年1月2日にパリのポリニャック侯爵の邸宅で、第4巻は1909年2月9日にパリの国民音楽協会において、それぞれ初演されている。
全曲を通して演奏すると、80分ほどを要する。

## 第1巻

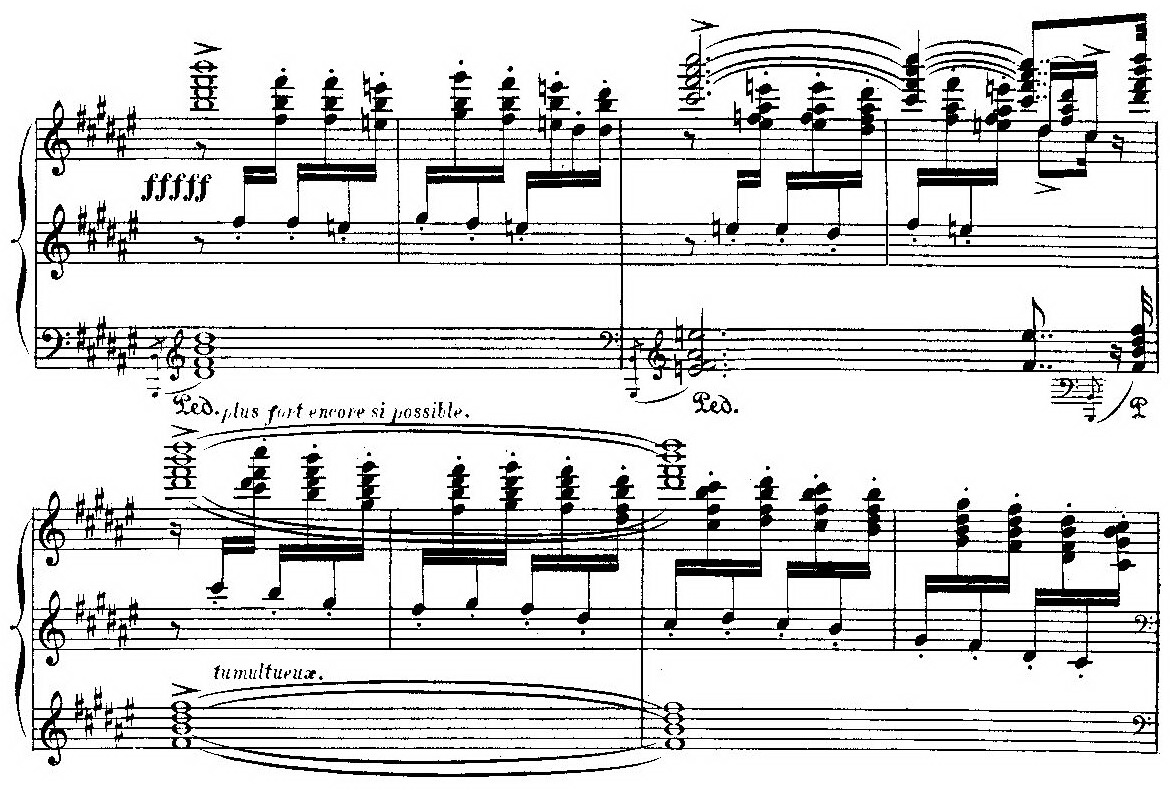
「セビーリャの聖体祭」の一部

1905年完成、1906年初版。ジャンヌ・ショーソン（エルネスト・ショーソン未亡人）に献呈。
1. エボカシオン Evocación 原題は、スペイン語で魂を呼び戻すという意味の言葉である。変イ短調という非常に珍しい調で書かれており、「イベリア」の中では非常に重たい雰囲気を持つ作品である。
2. 港 El Puerto  自筆には"カディス"と記されており、おそらくカディス地方のサンタ・マリア港のことを指すと考えられる。「イベリア」の他の曲と同じく、スペイン的なリズムが特徴的である。港の情景が目に浮かぶような、非常に描写的な一曲。
3. セビーリャの聖体祭 Corpus-Christi en Sevilla 非常に技巧的なことで知られる「イベリア」だが、この「セビーリャの聖体祭」から一気に超絶技巧的になる。特にクライマックス直前、異常なほどに左右の手が交差するところは難所として有名である。スペイン民謡（または童謡）《ラ・タララ》の旋律を用いて、行進曲として作曲されている。遠近法的な書法で書かれた作品であり、太鼓の伴奏に乗って行列がやって来て、行ってしまうまでを音楽で描いたものだとも考えられている。

## 第2巻
1906年完成、1907年初版。ブランシュ・セルヴァに献呈。
1. ロンデーニャ Rondeña おそらくマラガ地方のロンダを喚起した曲で、フラメンコに触発された舞曲としてまとめられている。フラメンコのロンデーニャとは別物である。
2. アルメリーア Almería 非常に印象派的な書法で書かれた作品である。全体的に穏やかであるが、終盤では技巧的になり、非常に盛り上がりを見せる。「イベリア」の中では演奏時間は最長である(約9分)。
3. トゥリアーナ Triana トゥリアーナとは、セビーリャの一画の地名である。フラメンコに触発された舞曲であり、演奏時間が短め(約5分)なことからも単独で取り上げられることも多いが、非常に技巧的で難易度は高い。変奏曲に近い形式で書かれている。

## 第3巻
1906年完成、1907年初版。マルグリート・アッセルマンス（アルフォンス・アッセルマンスの娘）に献呈。
1. エル・アルバイシン El Albaicin アルバイシンというのは、グラナダの古い地区のことである。左右交互連打や2オクターブユニゾンなどの要素から、『スペインの歌』の第1曲「前奏曲」との関連が指摘されている。
2. エル・ポロ El Polo ポーロというのは、アンダルシアの舞曲の名前である。リズムやメロディーは曲全体を通して単調でありながらも、変化し続ける多彩な和声によって、聞き応えのあるものになっている。
3. ラバピエス Lavapiés 「イベリア」のほとんどの曲はアンダルシアの地名や舞曲などをタイトルに持つが、この曲のみがマドリッドの地区名をタイトルに冠している。ただし、アンダルシアを暗示しない唯一の曲名だが、曲調はアンダルシアのタンゴと同じリズムをとっている。「イベリア」の中でも最も難しいと言われる作品であり、演奏の可能性を恐れアルベニスが楽譜を破棄しようとしたという逸話は有名である。

## 第4巻
1907年完成（第3曲のみ1908年?）、1908年初版。ピエール・ラロ夫人に献呈（ピエール・ラロは作曲家ラロの息子で、音楽評論家）
1. マラガ Málaga　舞曲マラゲーニャを生んだ地中海に面する古い港町、マラガを描く。
2. ヘレス Jerez　ヘレスとはフラメンコで有名なスペイン南部の街。ここで産するシェリー酒そのものもスペイン語では単にヘレスと呼ばれる。「イベリア」中最後に書かれた作品であり、非常に静謐な雰囲気を持つ。極端に難しい技巧が盛り込まれていることでも有名である。
3. エリターニャ Eritaña　スペインのピアノ音楽の中でも燦然と輝く曲。曲名は、セヴィーリャ城門の外にあるオーベルジュ(食事処を兼ねた宿泊施設)の名前からとられた。数種のセビーリャ舞曲の繰り返しは、常動曲を思わせる。色彩と幸福感、そして複雑さに満ちたこの曲には、緩徐な部分がみられない。ドビュッシーはこの曲について、「音楽がかくも多様な表現に達したことはなかった。あまりに数多くちりばめられた映像に目もくらむばかりだ」と述べている[1]。

## 編曲版
アルベニス自身は作曲と並行して管弦楽編曲の作成も計画していたが、途中で断念している。その後エンリケ・フェルナンデス・アルボスが12曲中5曲の管弦楽編曲を発表し、カルロス・スリナッチが残りの7曲の編曲を引き継いだ。またフランシスコ・ゲレーロ・マリンが6曲の、ペーテル・ブレイナーが全曲の管弦楽編曲を行っているほか、レオポルド・ストコフスキーによる「セビーリャの聖体祭」の編曲などがある。他にギター用の編曲も知られている。